# ステフィ・スピラ
ステフィ・スピラ（Steffie Spira、1908年6月2日 - 1995年5月10日）は、オーストリア生まれの女優。ウィーン出身。父は俳優のフリッツ・スピラで、母は女優のロッテ・スピラ。姉のカミラ・スピラも女優である。